# Хрт (филм)
Хрт (енгл. Greyhound) је амерички ратни филм из 2020. чији је редитељ Арон Шнајдер и глуми Том Хенкс, који је такође написао сценарио. Филм је базиран на роману "Добри пастир" из 1995. Сесила Скота Форестера и улоге такође тумаче Стивен Грејам, Роб Морган и Елизабет Шу. Радња прати заповедника Америчке ратне морнарице на његовом првом ратном задатку који је командовао мултинационалном ескорт групом која је бранила конвој трговачког брода под нападом подморница почетком 1942. током Битке за Атлантик, само неколико месеци након што су Сједињене Државе званично ушле у Други светски рат.
Филм Хрт је првобитно требао бити објављен у биоскопима 22. јуна 2020. у Сједињеним Државама са дистрибуцијом коју ради Sony Pictures Releasing, али је касније отказан због пандемије ковида 19 након што је претходно одложен на неодређено време. Тада су продата права на дистрибуцију стриминг услузи Apple TV+, која га је објавила дигитално 10. јула 2020. Добио је генерално позитиван пријем критичара, уз похвале за секвенце радњи и ефикасну употребу 90-минутног извођења.

## Радња
Радња прати команданта Америчке ратне морнарице Ернеста Крауса на његовом првом задатку у Другом светском рату 1942. године током Битке за Атлантик. Он је био на челу разарача Хрт који је пратио међународни конвој од 37 савезничких бродова који су превозили залихе и војнике из Сједињених Држава у Велику Британију. Ови бродови су од виталног значаја за ратни напор савезника, али су у делу мора названом Црна јама веома рањиви јер су под нападима нацистичких подморница без подршке својих савезничких авиона.

## Улоге
| Глумац               | Улога                                   |
| -------------------- | --------------------------------------- |
| Том Хенкс            | заповедник Ернест Краус                 |
| Стивен Грејам        | старији поручник бојног брода Чарли Кол |
| Роб Морган           | Џорџ Кливленд                           |
| Елизабет Шу          | Евелин Фречет                           |
| Мануел Гарсија_Рафло | Мелвин Лопез                            |
| Карл Глусман         | Ред Епстајн                             |
| Том Бритни           | поручник Вотсон                         |
| Џејк Вентимигилија   | поручник Џеј Едгар Најстром             |
| Мет Хелм             | поручник Ли Хелмсман #1                 |
| Девин Драјд          | Хомер Волес                             |